# Kalibaru Wetan

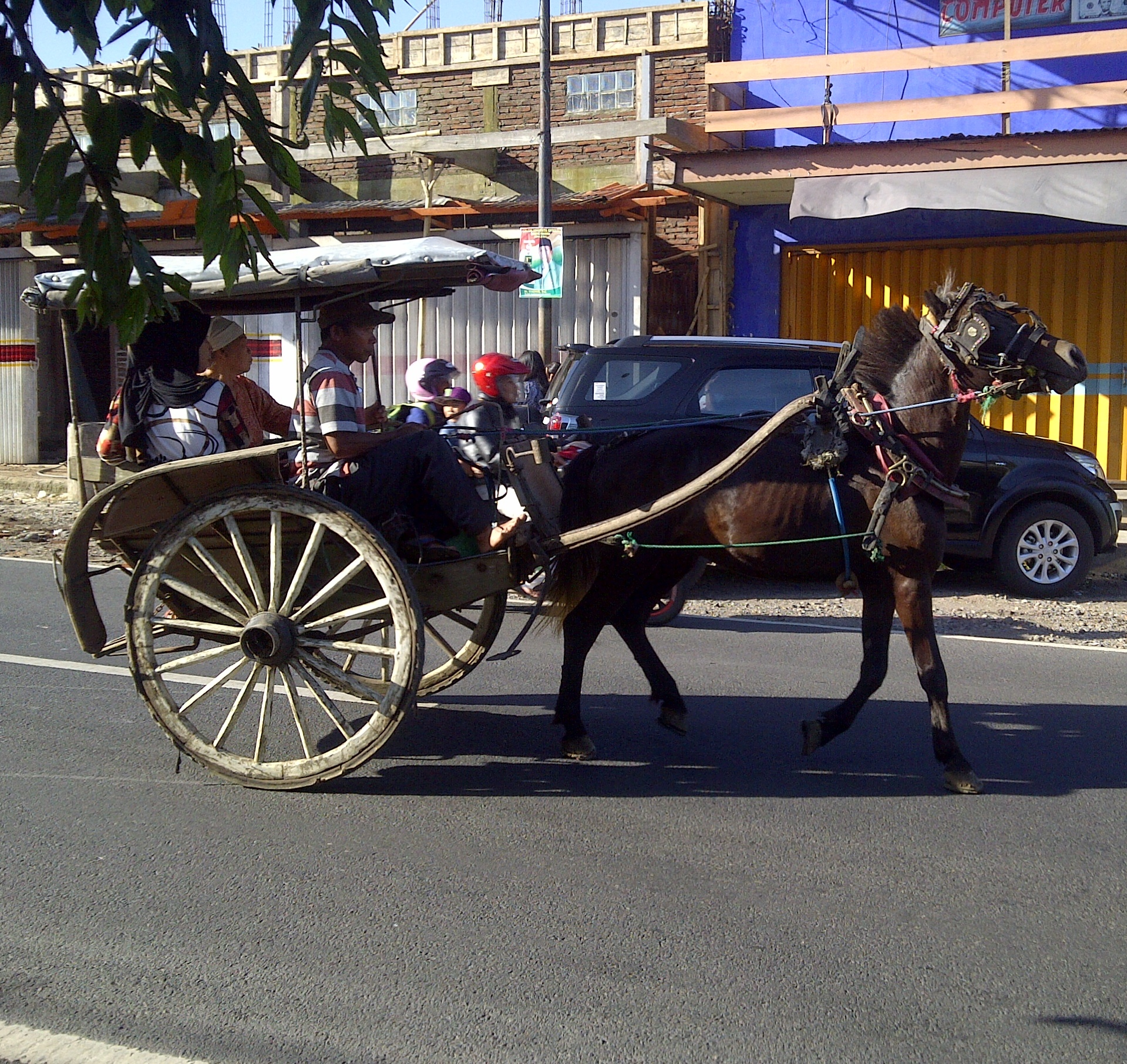
Mensen van Kalibaru Wetan gebruikt paard getrokken dos-à-dos voor dagelijks vervoer

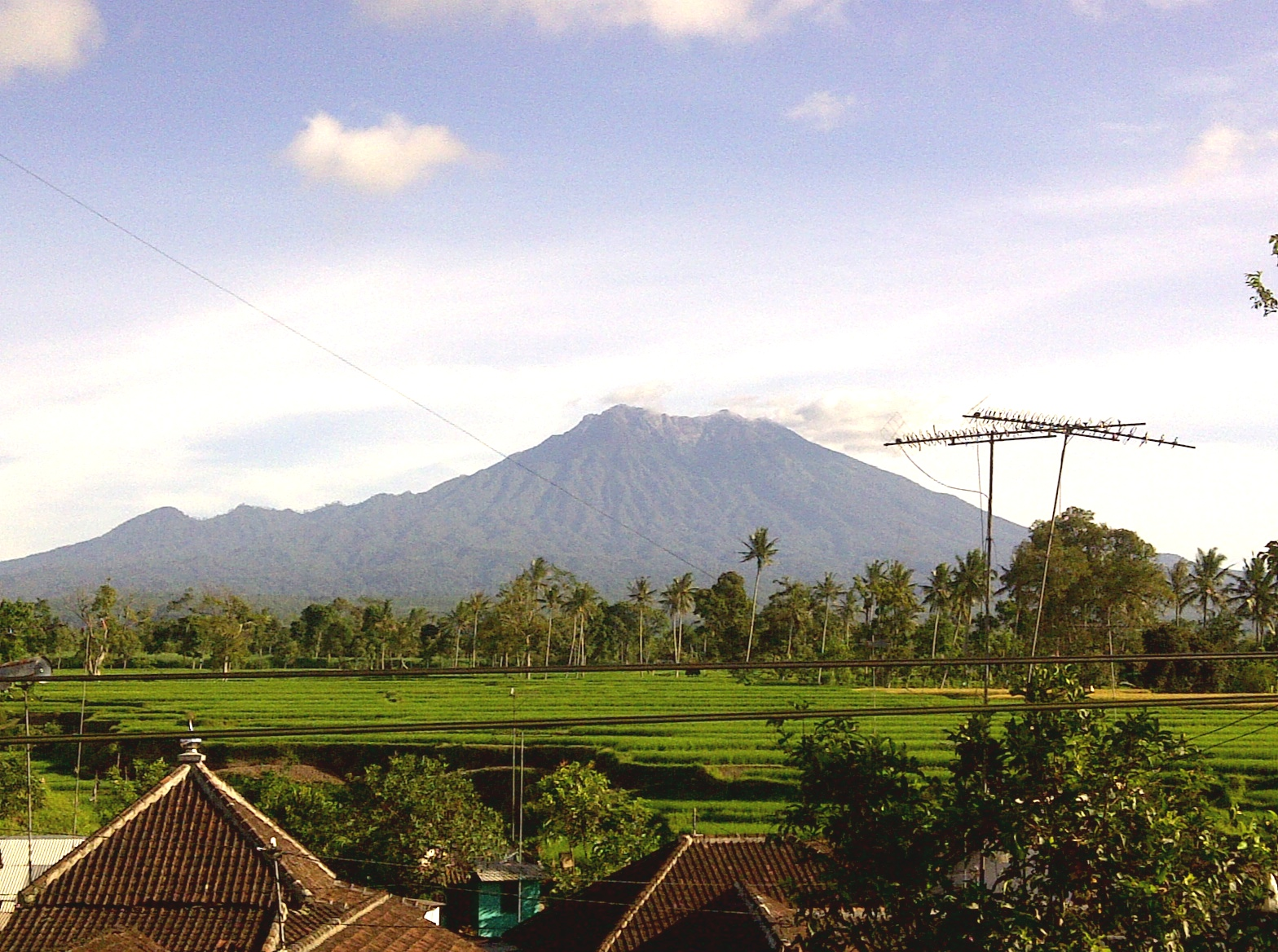
Het uitzicht op de berg Raung van Kalibaru Town, Oost-Java, Indonesia

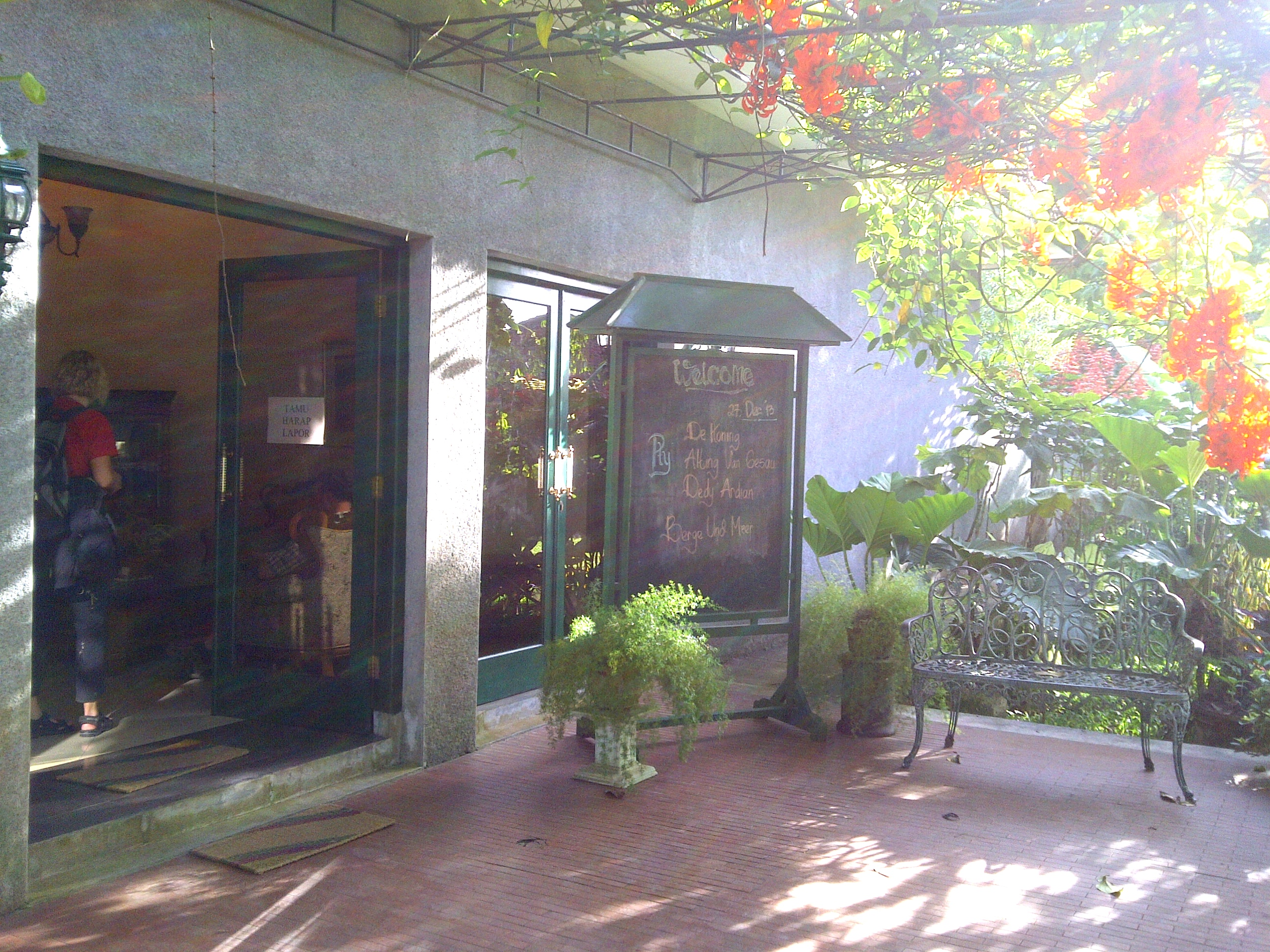
De lobby van Margo Utomo Hotel, Kalibaru, Oost-Java, Indonesia

Kalibaru Wetan is een plaats in het bestuurlijke gebied Banyuwangi in de provincie Oost-Java, Indonesië. Het dorp telt 13.909 inwoners (volkstelling 2010).